# バブシャ
バブシャ（モンゴル語: Babuša、中国語: 八不沙、生没年不詳）とは、チンギス・カンの弟のジョチ・カサルの玄孫で、モンゴル帝国の皇族。『元史』などの漢文史料では斉王八不沙、『集史』などのペルシア語史料ではمامیشاMāmīshāと記される。

## 概要
バブシャはチンギス・カンの弟のジョチ・カサルの曾孫のシクドゥルの息子として生まれた。至元24年（1287年）、当時カサル家当主の座にあったシクドゥルはクビライ・カアンに不満を持つオッチギン家のナヤンと共謀し、カアンに対して叛乱を起こした（ナヤン・カダアンの乱）。叛乱が鎮圧されるとクビライは三王家の当主をすげ替えた上で存続させることを決め、カチウン家ではシンナカルに代わってエジルが、オッチギン家ではナヤンに代わってトクトアが、カサル家ではシクドゥルに代わってバブシャが新たに当主となった。ただ、当主のすげ替え後もシクドゥルはある程度の権勢を保っていたようで、至元29年（1292年）に金1000両を下賜された記録が残っている。
康熙『淄川県志』には「八不沙（バブシャ）大王」の令旨が収録されており、そこにはへび年（至元三十年／1293年と見られる）11月18日にバブシャがアルグン川から般陽路に令旨を下したことが記録されている。この令旨碑から征服による拡大、ナヤンの乱による混乱を経てもまだカサル家はモンゴル帝国最初期と変わらずアルグン川流域を領地としていたこと、大元ウルスの有力皇族は投下領の経営に直接介入していたことなどが明らかになっている。
クビライが亡くなり、新たにオルジェイトゥ・カアン（成宗テムル）が即位すると、バブシャはカチウン家のエジル、オッチギン家のトクトアらと共にクビライ死後の混乱を好機と見て侵攻を始めたカイドゥとの戦いに援軍として送り込まれることとなった。元貞2年（1296年）、バブシャらは晋王カマラの統轄するケルレン川流域に駐留し、バブシャは鈔40000錠の下賜を受けた。大徳5年（1301年）、大元ウルスとの戦闘で負った傷が元でカイドゥが亡くなり、翌年にはカラコルム駐屯軍は造酒を禁じるが、アナンダ、トクトア、バブシャ、エジルら諸王のみは許すとの命令も出された。大徳7年（1303年）、カイドゥとの戦争での功績としてカイシャン、アナンダ、トクトアらとともにクビライより下賜を受けた。
同年7月にはバブシャ配下のアンチ（angči、猟戸）が華北投下領である般陽路で囲猟することが禁ぜられた。この1件については『通制条格』に詳細な記事があり、これによるとバブシャ配下のアンチは般陽路で冬期に行営、囲猟を行い農民の生活をかき乱していたため、ハルガスン丞相らによってアンチによる行営、囲猟を禁じるよう上奏がなされた。この1件によって元代中期においても華北投下領にはモンゴルの王家から送り込まれた遊牧系の部民が活動していたことが確認される。
大徳11年（1307年）、オルジェイトゥ・カアンが亡くなって新たにクルク・カアン（武宗カイシャン）が即位すると、バブシャは下賜を受けた上で斉王に封ぜられた。これ以後カサル家の当主は斉王と称するようになり、200年後の北元時代に至ってもカサル家のボルナイが斉王を称している。斉王に封ぜられた翌年にもバブシャは下賜を受けている。
クルク・カアンの治世末期、至大4年（1311年）にはヤクドゥが旧民をバブシャの下から徴用したため、近隣の諸王はバブシャとともにヤクドゥを攻めようとしたがバブシャはヤクドゥの行動を恐れて動かず、遂にはバブシャ叛乱を企んでいるという告発を受けるという事件が起こった。トクトは調査によって一連の事情を把握し、不法にもバブシャを告発した諸王ブリヤトゥンらを江南の各地に配流した。
クルク・カアンの没後、ブヤント・カアン（仁宗アユルバルワダ）の治世では皇慶元年（1312年）には僅かに投下領である般陽路のダルガチにセルテゲイを任命したいと、中央政府に承認を求めたことのみが記録されている。バブシャの没年は不明であるが、延祐3年（1316年）にはバブシャの甥にあたるウルン・テムルが保恩王に封ぜられており、少なくともこの頃にはカサル家当主の座を退いたものと見られる。

## 子孫
『元史』「宗室世系表」にはバブシャには子供についての記述はなく、『集史』などペルシア語史料にはウルン・テムルらについての記述はなく、バブシャを最後としてカサル家のイェスンゲ系統の記述を終えている。
バブシャの死後にはバブシャの弟であるコンゴルの子のウルン・テムルがカサル家当主の座についた。ウルン・テムルの兄弟であるバイ・テムルとベルケ・テムルについては記述が少ないが、至元19年（1282年）にカサル家の江南投下領である信州から民408戸をバイ・テムルに隷属させたことが記録されており、投下領を分割相続していたのではないかと推測されている。

## カサル王家
- ジョチ・カサル（J̌öči Qasar,搠只合撒児／جوچى قسارJūchī Qasār）
  - 淄川王イェグ（Yegü,淄川王也古／ییگوYīgū）
    - コルコスン（Qorqosun,火児哈孫／ارقسونĀrqasūn）

  - トク大王（Toqu,脱忽大王／توقوTūqū）
    - エブゲン（Ebügen,愛哥阿不干王／ابوگانĀbgān）

  - イェスンゲ大王（Yesüngge,移相哥大王／ییسونگگهYīsūngge）
    - 親王エセン・エムゲン（Esen emügen,親王愛仙阿木干／امگانĀmgān）
      - シクドゥル王（Šikdür,勢都児王／شیکتورShīktūr）
        - 斉王バブシャ（Babuša,斉王八不沙／مامیشاMāmīshā）
        - ビリグ大王（Birigü,必烈虎大王）
        - コンゴル王（Qong'ur,黄兀児王）
          - バイ・テムル（Bai Temür,伯帖木児王）
          - 斉王オルク・テムル（Ürüg Temür,斉王玉龍帖木児）
          - ベルケ・テムル（Berke Temür,別児帖木児王）